# Nuri Busahmein

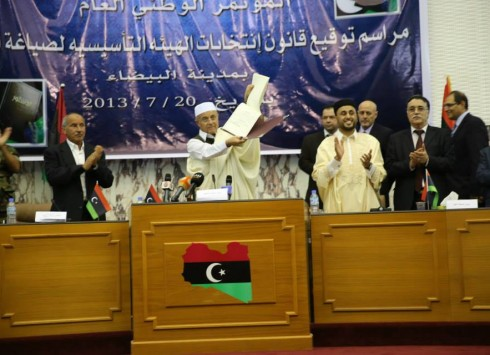
Nuri Busahmein (Mitte) in seiner Zeit als international anerkannter Präsident Libyens

Nuri Busahmein (arabisch نوري أبو سهمين, DMG Nūrī Abū Sahmain, * in Zuara) ist ein libyscher Politiker berberischer Herkunft. Er war als Präsident des Allgemeinen Nationalkongresses bis zum 4. August 2014 das Staatsoberhaupt Libyens. Seit dem September 2014 ist er im Zuge des Bürgerkrieges in Libyen Staatsoberhaupt der nicht anerkannten Gegenregierung in Tripolis, Sprecher des „Neuen Nationalen Kongresses“ und agiert als Warlord.
Der parteipolitisch unabhängige, jedoch dem al-Wafa-Block nahestehende Nuri Busahmein wurde am Dienstag, den 25. Juni 2013, mit 96 von 184 Stimmen des Nationalkongresses zum Präsidenten dieser derzeitigen obersten Legislativkörperschaft gewählt. Als Nachfolger von Interimsoberhaupt Giuma Attaiga war es Busahmeins wichtigste Aufgabe, das Land zu Neuwahlen zu führen, welche 2014 die Wahl zur Verfassunggebenden Versammlung waren. Im Kongress war Busahmein Abgeordneter der Amazighen (Berber) für die Stadt Zuara im Westen des Landes. Zudem hatte er bei seiner Wahl die Unterstützung der Partei der Moslembrüder, die Partei für Gerechtigkeit und Aufbau.

## Revolutionärer Libyscher Operationsraum
In seiner Zeit als Staatsoberhaupt Libyens gründete Busahmein den „Libyschen revolutionären Operationsraum“ (LROR) (arabisch غرفة عمليات ثوار ليبيا)  als eigene Privatmiliz und übertrug ihm die Aufgabe, für die Sicherheit in Tripolis zu sorgen.
Der Miliz wird die Entführung von politischen Gegnern vorgeworfen. So soll sie für die Entführung des damaligen Ministerpräsidenten Ali Seidan verantwortlich gewesen sein. Bis zu diesem Zeitpunkt war der LROR mit der Sicherheit der Hauptstadt betraut. Nach der Entführung der Regierung wurde die Miliz durch das Parlament von dieser Aufgabe entbunden. Nachdem der „LROR“ im September 2014 zusammen mit den verbündeten Milizen von Fadschr Libia Tripolis erobert und die Regierung nach Tobruk vertrieben hatte, wurde er von Busahmein damit beauftragt, die Hauptstadt zu beschützen.